# Zubrnice
Zubrnice (německy Saubernitz) jsou obec o celkové rozloze 674,18 ha s rozsahem poloh přibližně 230 až 650 m n. m. v krajinné oblasti Českého středohoří, v rámci administrativně správním v okrese Ústí nad Labem náležejícím do Ústeckého kraje na území České republiky. Žije zde 226 obyvatel.
Zástavba mezi kopci, nejnižší polohy obce se nachází v údolí Lučního potoka, nejvyšší na severozápadním svahu pod vrcholem Buková hora (686,1 m n. m.). Obec (obecní úřad) leží asi třináct kilometrů východně od centra okresního města Ústí nad Labem (Mírové náměstí).
Část zástavby vsi středověkého původu (doložena v roce 1352) s řadou cenných příkladů lidové architektury, v roce 1995 prohlášena vesnickou památkovou rezervací. V roce 1988 otevřena veřejnosti expozice lidových staveb pod názvem Soubor lidové architektury Zubrnice, od 11. prosince 2018 pod názvem Muzeum v přírodě Zubrnice je součástí Národního muzea v přírodě.

## Historie
Nejstarší písemná zmínka o obci pochází z roku 1352. V letech 1977 až 1988 z podnětu bývalého Okresního vlastivědného muzea v Ústí nad Labem výstavba expozice lidové architektury v přirozené krajině, lidově označovaná „skanzen”. Některé vesnické stavby obnoveny a doplněny přenesenými z míst, kde jim hrozil zánik, zejména z východní části Českého středohoří.
Od roku 1976 organizovalo muzeum v bývalém Československu letní brigády pro studenty při různých stavebních akcích. Muzeum v přírodě veřejnosti otevřeno v roce 1988, jedná se o jedno z nejmladších v České republice, představujících lidovou architekturu a další sbírkové předměty. V 90. letech navázalo muzeum spolupráci s Univerzitou Jana Evangelisty Purkyně v Ústí nad Labem.[zdroj?]

## Obyvatelstvo
Při sčítání lidu v roce 1921 zde žilo 429 obyvatel (z toho 201 mužů), z nichž bylo jedenáct Čechoslováků, 416 Němců a dva cizinci. Kromě dvou evangelíků se hlásili k římskokatolické církvi. Podle sčítání lidu z roku 1930 měla vesnice 472 obyvatel: sedmnáct Čechoslováků, 453 Němců a dva cizince. Až na sedm evangelíků a 23 lidí bez vyznání byli římskými katolíky.
|           | 1869 | 1880 | 1890 | 1900 | 1910 | 1921 | 1930 | 1950 | 1961 | 1970 | 1980 | 1991 | 2001 | 2011 |
| --------- | ---- | ---- | ---- | ---- | ---- | ---- | ---- | ---- | ---- | ---- | ---- | ---- | ---- | ---- |
| Obyvatelé | 399  | 450  | 501  | 423  | 439  | 429  | 472  | 226  | 228  | 235  | 201  | 136  | 162  | 162  |
| Domy      | 69   | 73   | 73   | 73   | 76   | 74   | 75   | 62   | 68   | 44   | 40   | 35   | 50   | 51   |

## Části obce
- Zubrnice
- Týniště

## Pamětihodnosti
V urbanisticky i krajinářsky jedinečně umístěné obci v kopcovité krajině Českého středohoří se nachází soubor hodnotné zástavby lidové architektury, vedle sebe stojí stavby roubené, hrázděné i zděné. 
Ve středu obce, s dominantou kostela sv. Maří Magdalény, zachováno několik historických roubených stavení, tvoří jádro muzea v přírodě. Interiérové i exteriérové expozice prezentovány například objekty:

### Barokní studna
Barokní studna na osmiboké podezdívce se šindelovou stříškou, chráněná jako kulturní památka. Původní stavba z roku 1695, která pochází ze Střížovic, části města Chlumce u Ústí nad Labem, byla  prvním objektem, přemístěným do zubrnického skanzenu. 

### Dům čp. 46 z Loubí
Patrový roubený komorový dům s velmi starým jádrem, v jedné ze stěn pískovcový kvádr – vyryté vročení 1700, původně výměnek usedlosti čp. 46 v Loubí, od roku 1965 kulturní památka. V letech 1994 až 1995 na původním místě rozebrán a v letech 2010 až 2012 postaven v expozici muzea v přírodě (zázemí muzea, pokladna, využíván jako víceúčelové vzdělávací centrum). V Loubí patřil nejbohatším sedlákům (vykonávali dědičně funkci rychtářů). Na nádvorní stěně spočívá na stropních trámech pavlač, neobvykle vedená pod zadním štítem i po druhé straně domu (toto provedení bylo k 1. lednu 2017 jediným známým případem).[zdroj?]

### Kaple Nejsvětější Trojice
Malá sakrální stavba s hrázděnou lodí při silnici do Lovečkovic, na místo přemístěna v roce 1992 ze zaniklých Žichlic (okres Teplice), věžička bez zvonu, od roku 1964 kulturní památka.

### Kostel svaté Maří Magdalény
Sakrální stavba na místě původně gotického kostela (dokladován ve 14. století) na návrší v obci, v letech 1723 až 1739 barokně upraven českým architektem a stavitelem italského původu, Octavio Broggio (1670–1742), od roku 1963 kulturní památka. Věž i sanktusník kostela bez zvonu, v lucerně věže dva litinové hodinové cymbály. V minulosti zvon z roku 1601 od Matouše Voříška, zvon z roku 1739 a dva malé zvony v sanktusníku.

### Mlýn čp. 27 Týniště
Vodní mlýn s mlýnicí z 18. století, od roku 1978 kulturní památka. Objekt v roce 1976 získalo bývalé Okresní vlastivědné muzeum v Ústí nad Labem, pozdější zřizovatel muzea v přírodě. Jedná se o nejmladší a také nejmenší mlýn z více než 20 mlýnů vystavěných na Lučním potoku. Postaven na horní vodu, tzn. voda teče na mlýnské kolo shora. Voda z náhonu odtékala do nádrže s ústím do náhonu pily v sousedství mlýna. Na jednom z pilířů vročení 1803, stavba pravděpodobně zahájena v roce 1758 po prodeji pozemku na stavbu vodního mlýna.
V objektu vodního mlýna několik neobvyklých věcí, původní dřevěný komín (vymazaný hlínou a plevami), také kamna s přikládáním paliva z předsíně (k zamezení znečištění hlavní síně). V mlýně a jeho okolí se natáčela pohádka Dešťová víla.[zdroj?]

### Mlýn čp. 28 Týniště
Na původních základech vodního mlýna čp. 28 na katastrálním území Týniště (vodní mlýn na mapě stabilního katastru označen „Schelmühle”) postaven roubený patrový mlýn čp. 59 s trojpatrovou lomenicí, přenesený z Homole u Panny, uvnitř rekonstruovaný mlecí mechanismus, tzv. umělecké složení mlýna, přenesené z Hamrů u Hlinska. Objekt tzv. industriálního dědictví (technického stavitelství) v roce 2002 prohlášen Ministerstvem kultury České republiky za kulturní památku.
Původní mlýn v Týništi patřil k největším a nejstarším mlýnům na Lučním potoce. V roce 1628 jej zakoupil Šimon Klein, u mlýna také pila a olejna (písemná zmínka z roku 1710). Roku 1828 zachvátil komplex staveb požár, následně mlýn rozšířen a postaven z cihel (první „nedřevěný” mlýnem v lokalitě), v roce 1851 dobudovány pila a olejna. Mlýn a olejna ukončily provoz před rokem 1924, pila v roce 1948 a v roce 1968 objekty zbořeny (místo pro vodárnu).[zdroj?]

### Vesnická škola čp. 26
Zděná patrová budova z roku 1863 na místě dřevěné přízemní školy z roku 1768, v objektu expozice vesnické školy z poloviny 20. století (situována do období krátce po druhé světové válce), od roku 1993 památkově chráněn, v roce 1997 expozice otevřena veřejnosti.

### Vesnický obchod čp. 74
Expozice v rozsáhlé usedlosti, tzv. vesnický obchod provozovaný od konce 19. století do počátku padesátých let 20. století, době odpovídá vnitřní vybavení, například původní krámská skříň, velké zásobníky na kávu aj., od roku 1985 objekt kulturní památkou.

### Zemědělská usedlost čp. 61
Rozsáhlá venkovská usedlost z konce 18. století, situována na návsi, od roku 1978 kulturní památka. Základem patrový dům se zděným přízemím, roubeným patrem a se sušárnou chmele, tzv. chmelařský dům z roku 1808, s typickými větracími štěrbinami ve střeše (umožňovaly sušit chmel na dvou půdních podlažích). Součástí komplexu unikátní horkovzdušná sušárna ovoce, bezdýmová a s přenosnými lískami poslední funkční svého druhu v Českém středohoří. V areálu také roubený špýchar z Lukova, kůlna na vozy z Řepčic a hrázděná stodola ze Suletic.

### Železniční stanice čp. 25 Týniště
Budova železniční stanice z roku 1890, od roku 1985 kulturní památka (industriální dědictví), součást od roku 1998 památkově chráněné železniční trati Velké Březno – Lovečkovice. Malé nádraží s budovou železniční stanice je zhruba 300 m vzdálené na jihozápad od zubrnické návsi, katastrálně náleží k Týništi.
V roce 1996 v obvodu železniční stanice otevřena první expozice historie místní dráhy Velké Březno – Lovečkovice – Verneřice/Úštěk, na části trati od roku 2010 částečný provoz historických železničních vozidel, dráha vlečky s názvem Místní dráha Velké Březno – Úštěk (železniční trať Velké Březno – Lovečkovice – Verneřovice / Úštěk). Nádraží se objevuje ve filmu Rebelové (režisér Filip Renč).

### Další stavby
- Starý mlýn č.p. 82, kulturní památka

## Fotogalerie

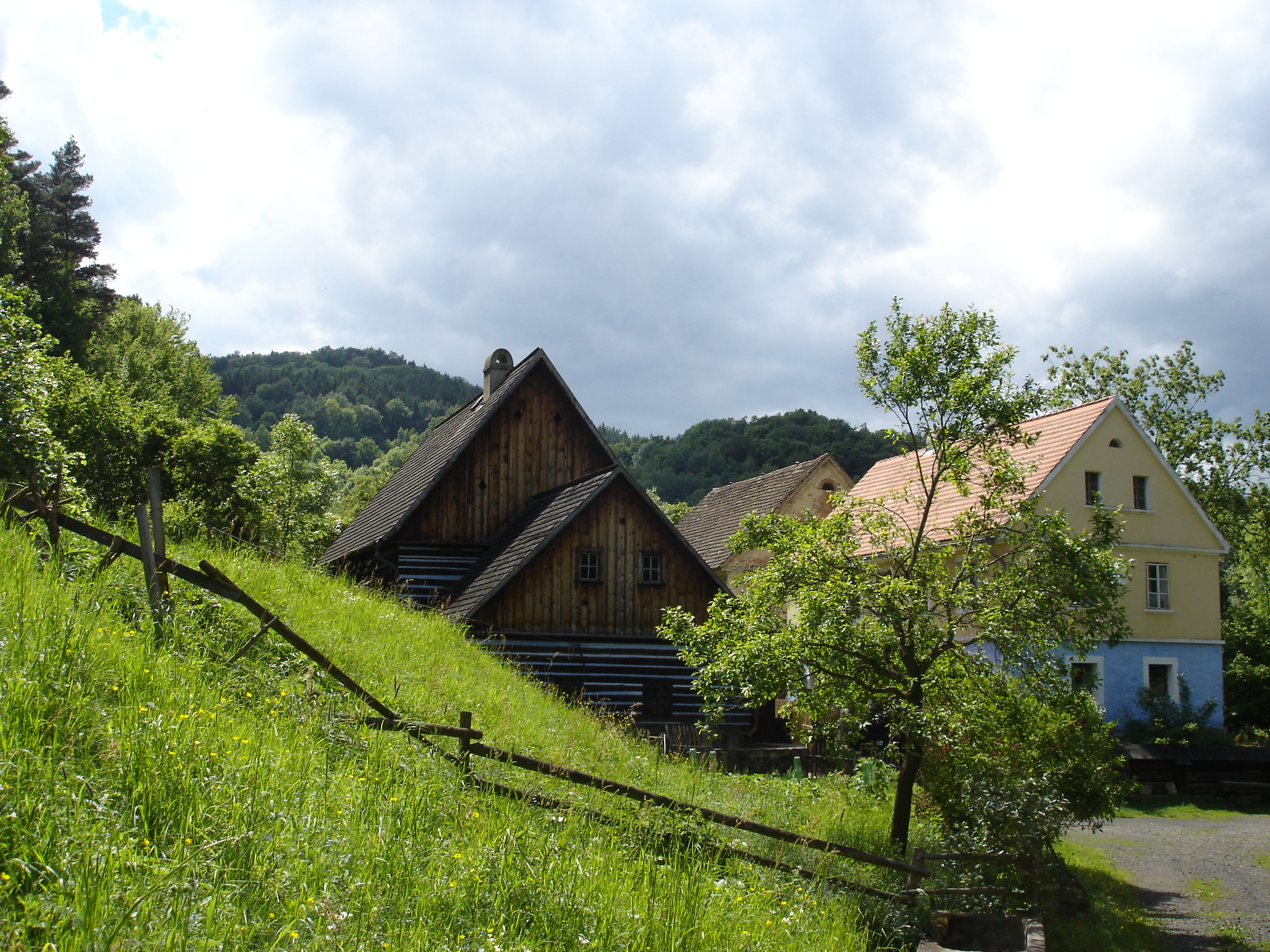
Vodní mlýn čp. 27
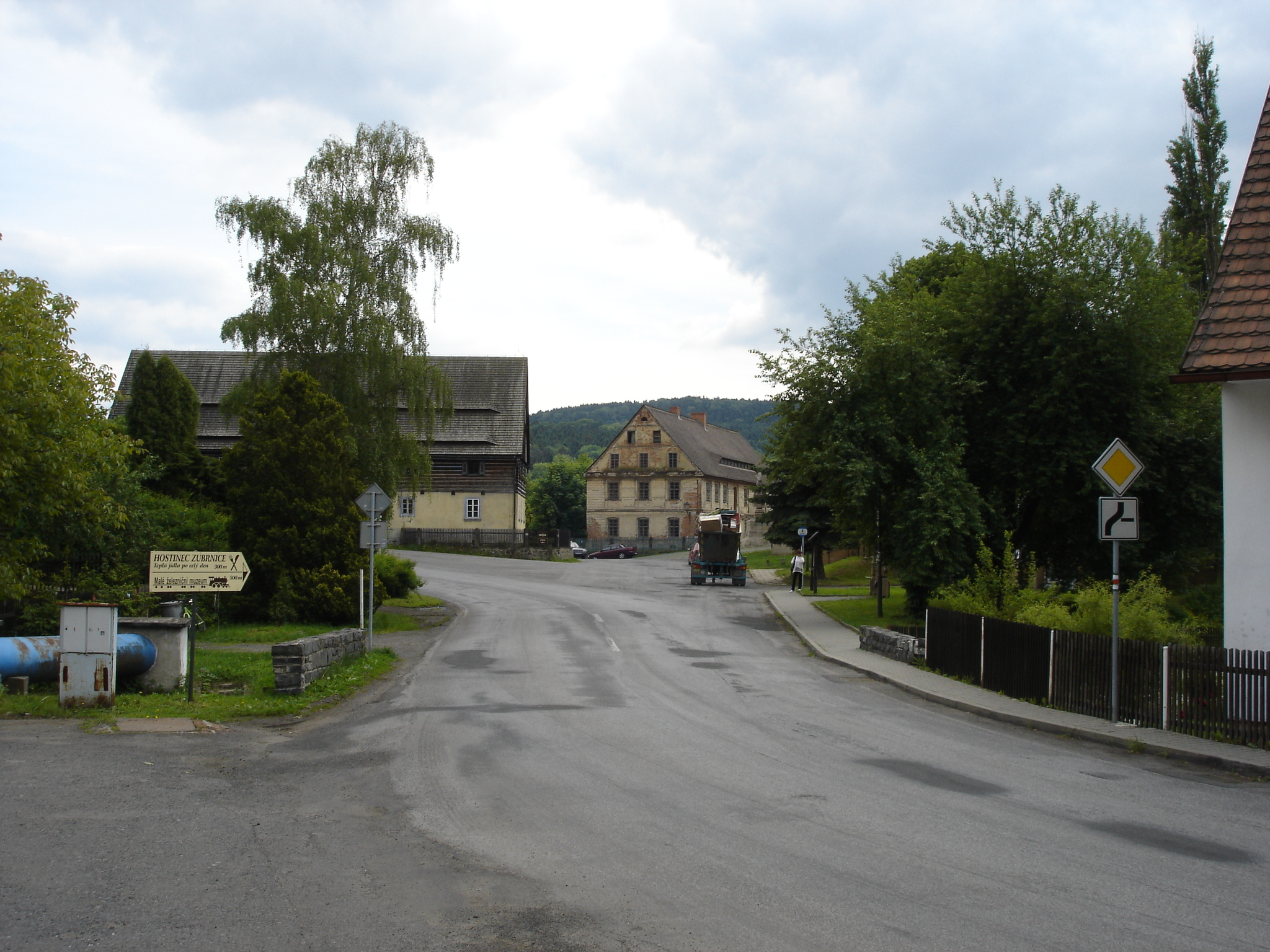
Zubrnická náves ze silnice II/260 (směr od Leštiny)
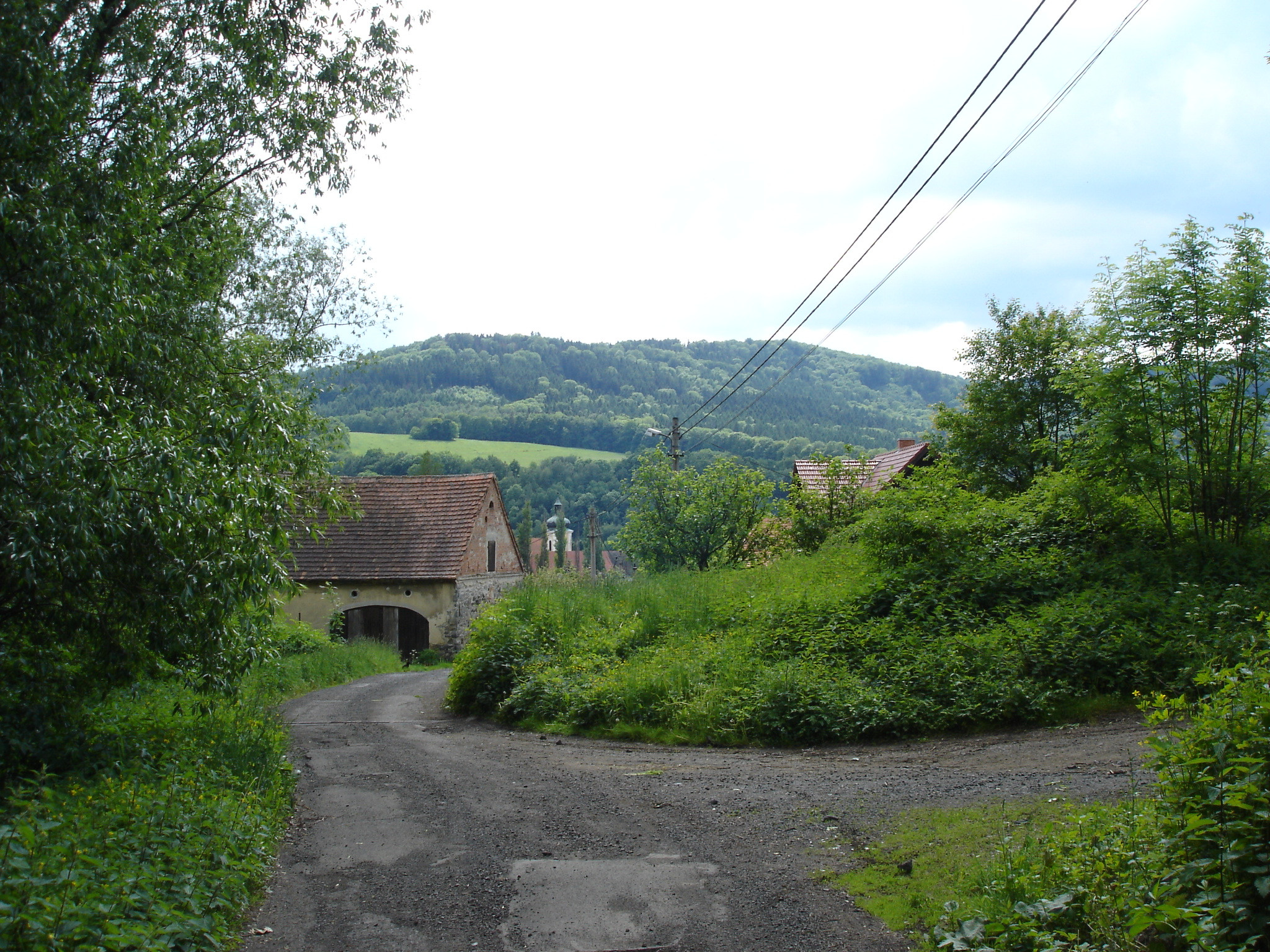
Pohled k vesnici od severu, ze svahu nad Zubrnickým potokem (zemědělské objekty)
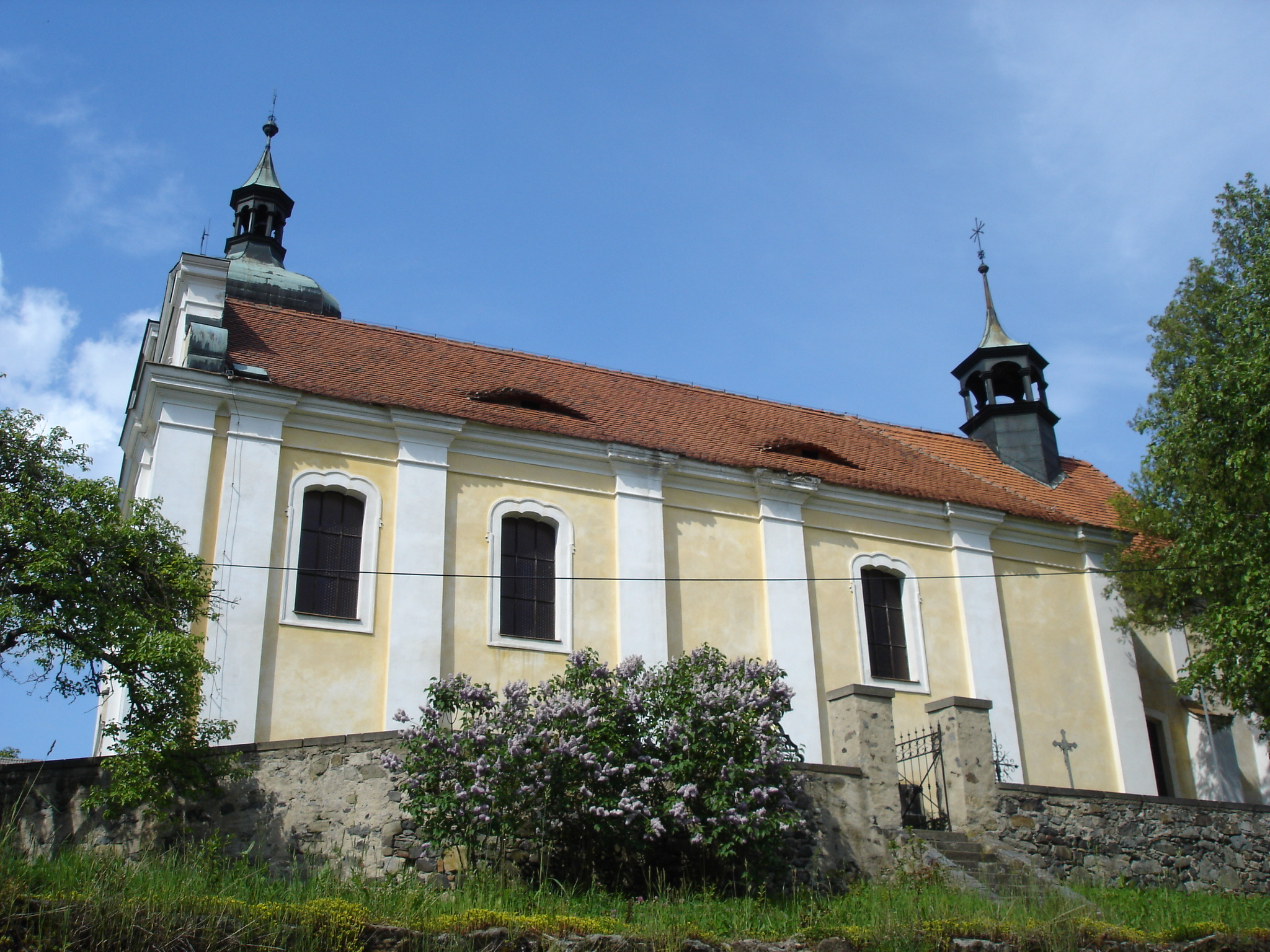
Kostel sv. Maří Magdalény
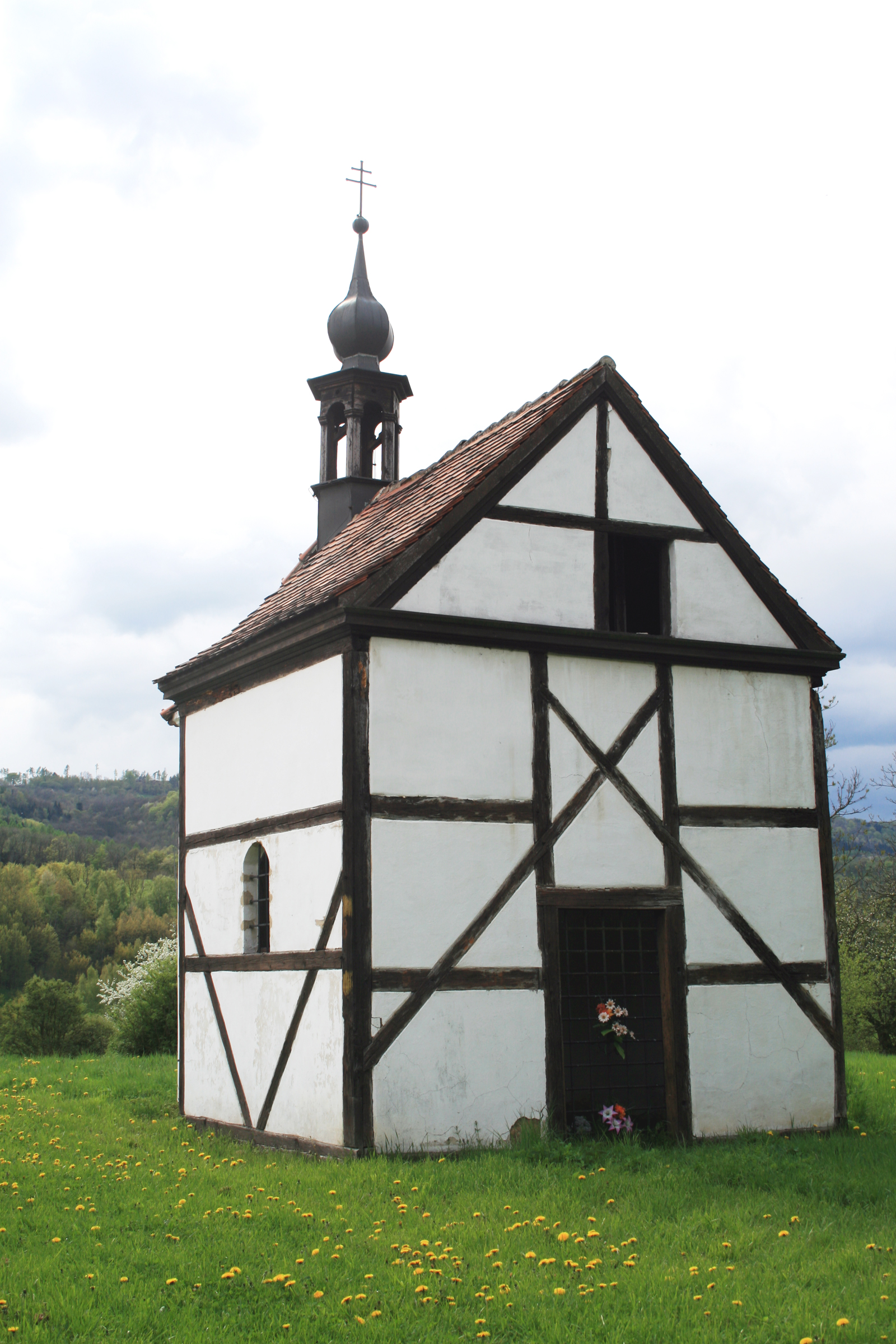
Kaple Nejsvětější Trojice
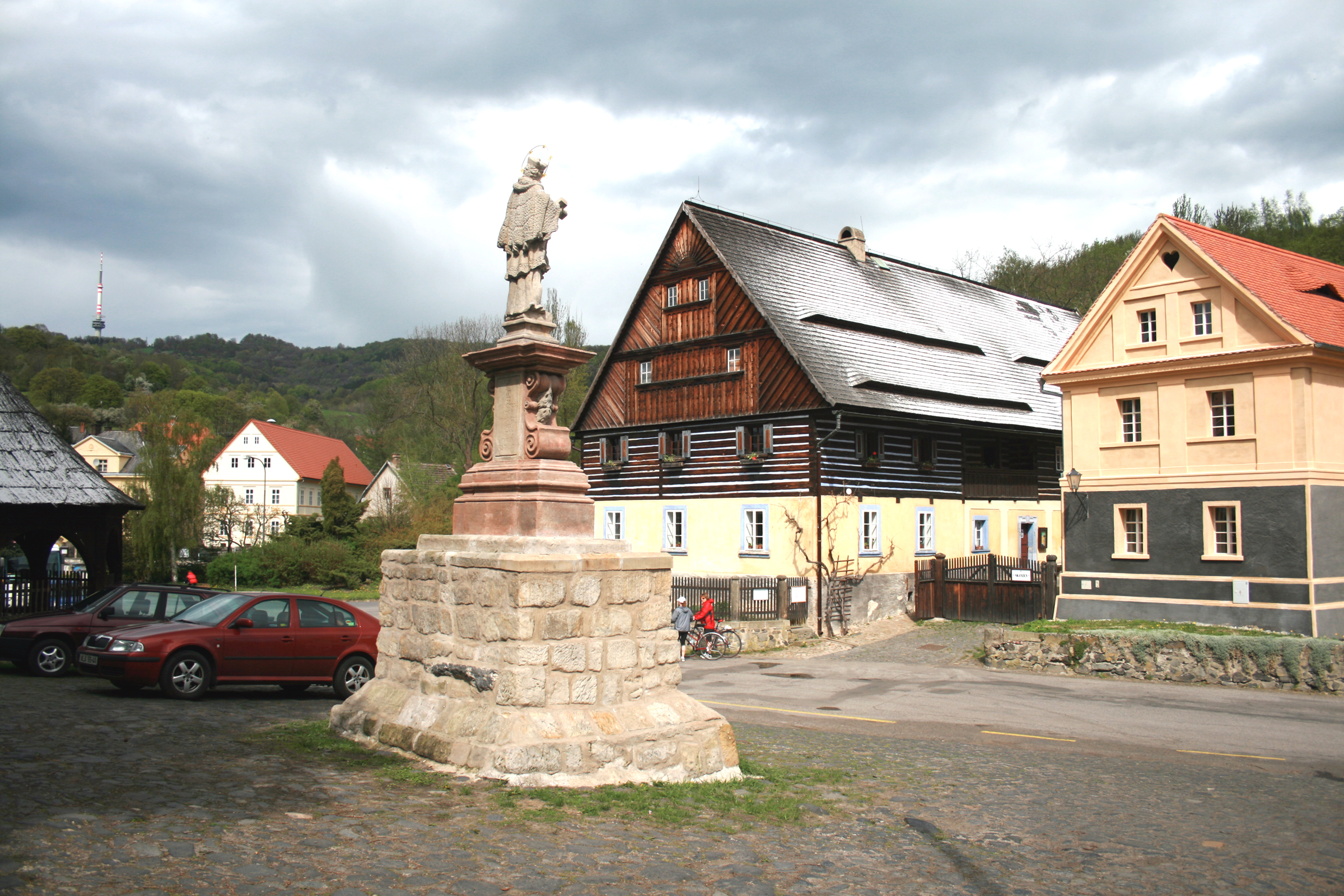
Střed obce, přístup do Muzea v přírodě Zubrnice